# أديمار (لاعب كرة قدم)
أديمار هو لاعب كرة قدم برازيلي في مركز الهجوم، ولد في 21 مارس 1983 في ريو دي جانيرو في البرازيل. لعب مع بوتافوغو ريغاتاس ونادي أميريكانو.